# Paurocotylis pila
Paurocotylis pila är en svampart som beskrevs av Berk. 1855. Paurocotylis pila ingår i släktet Paurocotylis och familjen Pyronemataceae.   Inga underarter finns listade i Catalogue of Life.